# La Justice (Le Sueur)
Pour les articles homonymes, voir Justice (homonymie).
La Justice est un tableau réalisé par le peintre français Eustache Le Sueur en 1650. Cette peinture à l'huile exécutée sur bois est une allégorie qui représente la Justice sous les traits d'une jeune femme tenant une flamberge orangée et une balance alors qu'elle est assise de profil devant un fond gaufré doré. Commande de Guillaume Brissonnet pour décorer la chapelle de son hôtel particulier parisien, l'œuvre fait partie d'un ensemble représentant les Béatitudes dont un seul autre panneau est actuellement localisé, La Mansuétude, à Chicago, aux États-Unis. Achetée aux enchères chez Christie's le 20 juin 2018, La Justice est quant à elle conservée au musée des Beaux-Arts de Strasbourg, à Strasbourg.

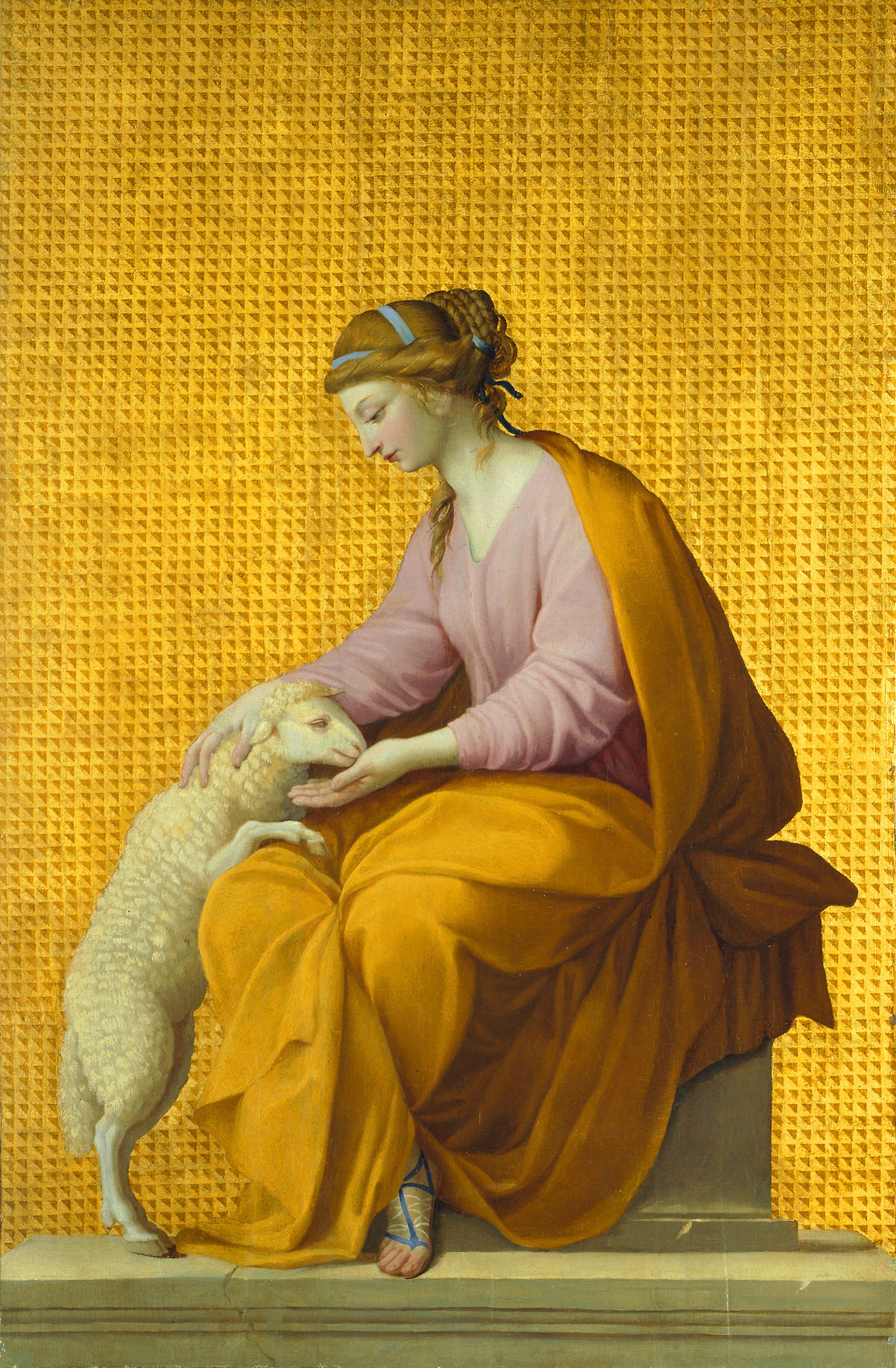
La Mansuétude, Art Institute of Chicago.